# Coupe Spengler 1995
Navigation
Édition précédente Édition suivante
La Coupe Spengler 1995 est la 69e édition de la Coupe Spengler. Elle se déroule en décembre 1995 à Davos, en Suisse.

## Règlement du tournoi
Les équipes sont regroupés au sein d'un seul groupe. Les équipes jouent un match contre chacune des autres équipes. Les deux premiers de la poule jouent une finale pour le titre de vainqueur de la Coupe Spengler.

## Résultats des matchs et classement
| Clt   | Équipe         | PJ | V | D | N | BP | BC | Pts |
| ----- | -------------- | -- | - | - | - | -- | -- | --- |
| +001, | Lada Togliatti | 4  | 3 | 1 | 0 | 17 | 10 | 6   |
| +002, | Canada         | 4  | 3 | 1 | 0 | 19 | 12 | 6   |
| +003, | Färjestad BK   | 4  | 2 | 2 | 0 | 14 | 10 | 4   |
| +004, | Helsinki IFK   | 4  | 1 | 3 | 0 | 12 | 24 | 2   |
| +005, | HC Davos       | 4  | 1 | 3 | 0 | 11 | 17 | 2   |

- Qualifié directement pour la finale

## Finale
| 31 décembre | Lada Togliatti | 0-3 (0-2, 0-0, 0-1) | Team Canada | Eisstadion Davos |